# Albanchez de Mágina
Albanchez de Mágina is een gemeente in de Spaanse provincie Jaén in de regio Andalusië met een oppervlakte van 39 km². In 2001 telde Albanchez de Mágina 1446 inwoners.